# Gémeaux
Gemini
Pour les articles homonymes, voir Gémeaux (homonymie).
Pour l’article ayant un titre homophone, voir Gémo.
Les Gémeaux sont une constellation du zodiaque traversée par le Soleil du 22 juin au 20 juillet. Dans l'ordre du zodiaque, la constellation se situe entre le Taureau à l'ouest et le Cancer à l'est.
Elle est entourée par le Cocher et le Lynx à peine visible au nord et la Licorne et le Petit Chien au sud.
Deux étoiles de la constellation sont nommées d'après les jumeaux de la légende : Castor (α Geminorum) et Pollux (β Geminorum).
Les Gémeaux sont également un signe du zodiaque correspondant au secteur de 30° de l'écliptique traversé par le Soleil du 21 mai au 21 juin.

## Nomenclature, histoire et mythologie

### En Mésopotamie

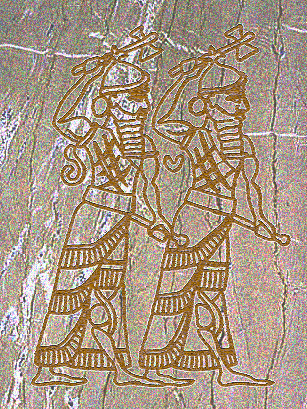
Maslamta-Ea et Lugal-Irra, d'après une impression de sceau-cylindre de la première dynastie de Babylone (1880 à 1595 av. è. c.).

La figure des Gémeaux est une création de l’astronomie mésopotamienne. Le nom MAŠ.TAB.BA.GAL.GAL = Tū’amū rabûtu, « les Grands Jumeaux » mésopotamiens, qui sont assimilés aux portiers de l’Enfer, Lugal-irra et Meslamta-ea, est au départ affecté à l’étoile Alpha Geminorum, comme nous pouvons le lire sur la tablette dite MUL.APIN, le premier traité d'astronomie mésopotamienne, découvert à Ninive dans la bibliothèque d'Assurbanipal et datant au plus tard de 627 av. è. c.

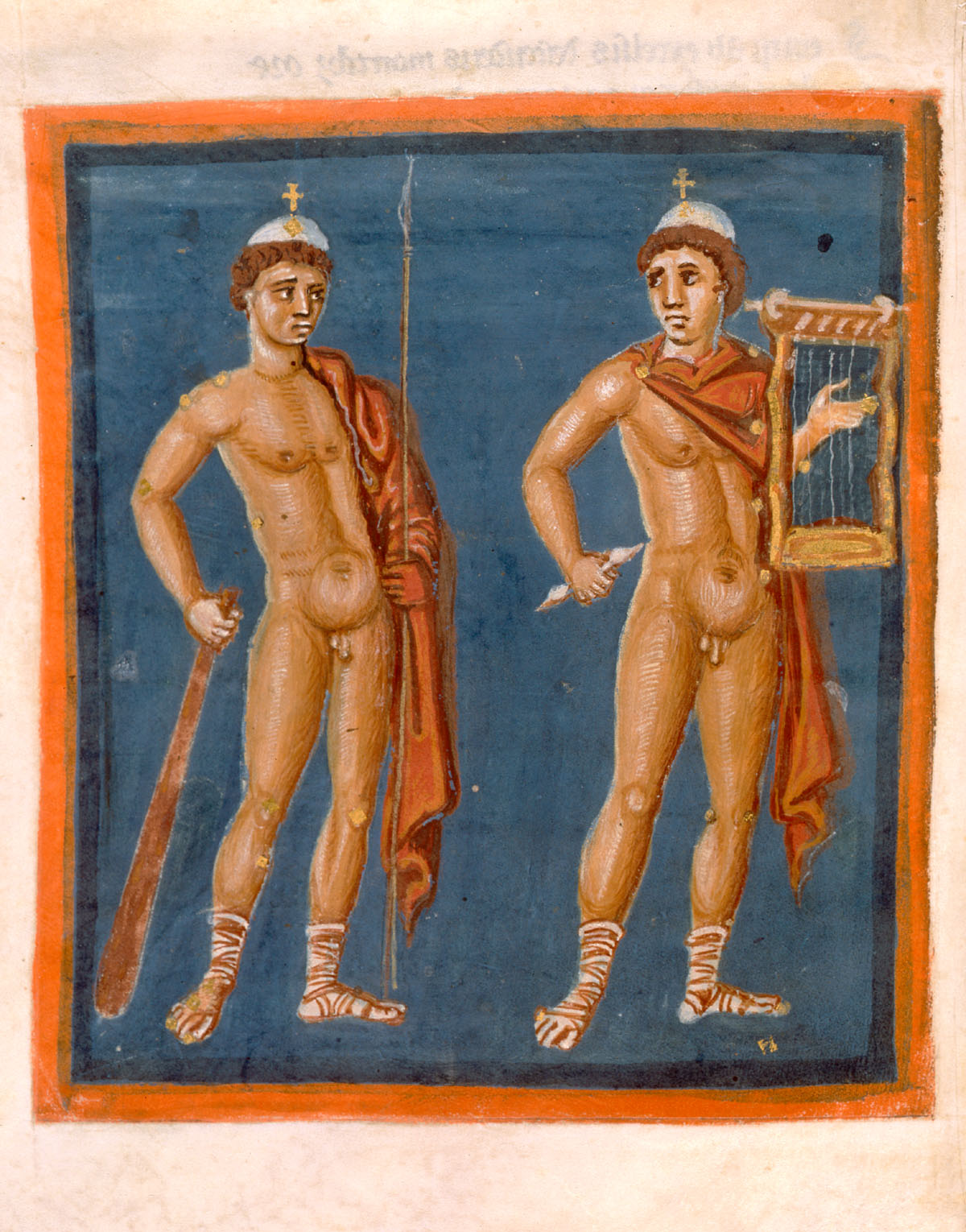
Les Gémeaux dans une édition des Aratea de Germanicus d’époque carolingienne (ca. 830-840).

Par la suite, au début du 1er millénaire è. c., le ciel est organisé en constellations. C’est ainsi que cinq étoiles des MAŠ.MAŠ, « les Jumeaux », sont désormais nommées par leur situation dans la figure, comme cela est attesté dans les fameux éphémérides qui s’étalent de 652 av. è. c à 61 de notre ère, où α Gem est désormais nommée MAŠ.MAŠ IGI, « l’Antérieure des Jumeaux »

### En Grèce et à Rome
Les Δίδεμοι, « les Jumeaux » grecs, introduits par Eudoxe de Cnide, sont les héritiers de la constellation mésopotamienne. Dans la mythologie, il s’agit, selon Ératosthène, de Castor et Pollux, les fils de Léda et les frères jumeaux d'Hélène de Troie, surnommés les Dioscures.
Les Romains ont tout naturellement suivi les Grecs en traduisant οἱ Δίδεμοι par Gemini.

### Chez les Arabes

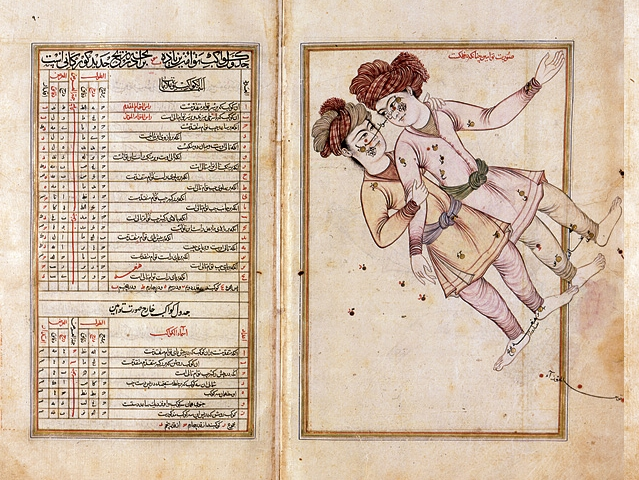
La figure de التاوم al-Tā’wum dans une édition du traité de ᶜAbd al-Raḥmān al-Ṣūfī du XVe s., New York Public Library.

Chez les Arabes, il faut distinguer le ciel traditionnel qui comprend les manāzil al-qamar ou « stations lunaires », et ciel gréco-arabe, c’est-à-dire celui que les astronomes classiques ont repris des Grecs au IXe siècle de notre ère.
Les astronomes arabes ont suivi par les Arabes en nommant cette constellation avec التوام al-Tu’ām ou التوامين al-Tawāmīn, de même sens. Mais comme le 4e signe zodiacal était déjà chez eux الجوزاء al-Ğawzā’, alors que la figure de même nom est située sur l’espace de la constellation d’Orion, cela a entraîné pas mal de confusion dans les noms des étoiles de l’espace ptolémaïque Orion / Gemini.
L’espace des Gémeaux gréco-arabes contient deux manāzil al-qamar ou « stations lunaires ». D’abord الهنعة al-Hanᶜa, « la Marque [au fer rouge faite sur le cou du chameau] », qui correspond au couple γ et ξ Gem, et qui constitue la VIe station. Ensuite الذراع al-Ḏiraᶜ, qui correspond au couple α et β Gem, qui constitue au départ la VIIe mansion, et s’est par la suite intégrée dans la figure du « Superlion » comme la « Patte supérieure », et a pu être nommée الذراع المقبوضة al-Ḏirāᶜ al-maqbūḍa, « la Patte [du Lion] repliée » (voir la figure du Superlion dans la constellation du Lion).
Ainsi, les noms d'étoiles empruntées aux Arabes qui figurent dans les catalogues contemporains puisent aux deux sources, le ciel traditionnel et le ciel gréco-arabe.

### En Europe
Au Moyen Âge, les clercs latins connaissaient le nom Gemini par les encyclopédies et les quelques manuscrits des Aratea, c’est-à-dire les versions latines des Φαινόμενα d’Aratos, à leur disposition, mais ils connurent dès l’an mil le nom arabe de cette figure. Nous lisons ainsi, chez Gérard de Crémone (ca.  1175) : Stellatio Geminorum & sunt Aliouze, i.e. la transcription de l’arabe al-Ğawzā’. À son époque, on ne lit pas encore le nom grec dans le texte, ce qui n’adviendra qu’à la Renaissance. 
On trouve ensuite, dans l’Uranometria de Johann Bayer (1603), une liste de noms connus dans les différentes langues, selon l’usage de l’époque : non seulement Δίδεμοι, Castor & Pollux, mais encore notamment Abrachaleus, Aphelan, vel Auellar, qui sont les transcriptions arabes de Ἡρακλῆς et Απόλλων, ou Elgeuze qui est une autre manière de rendre l’arabe الجوزاء al-Ğawzā’. Ces noms figurent encore dans plusieurs catalogues jusqu’à ce que la nomenclature approuvée en 1930 par l’Union astronomique internationale (UAI) ne chasse définitivement les appellations autres que Gemini, à l’exception du grec Δίδεμοι.

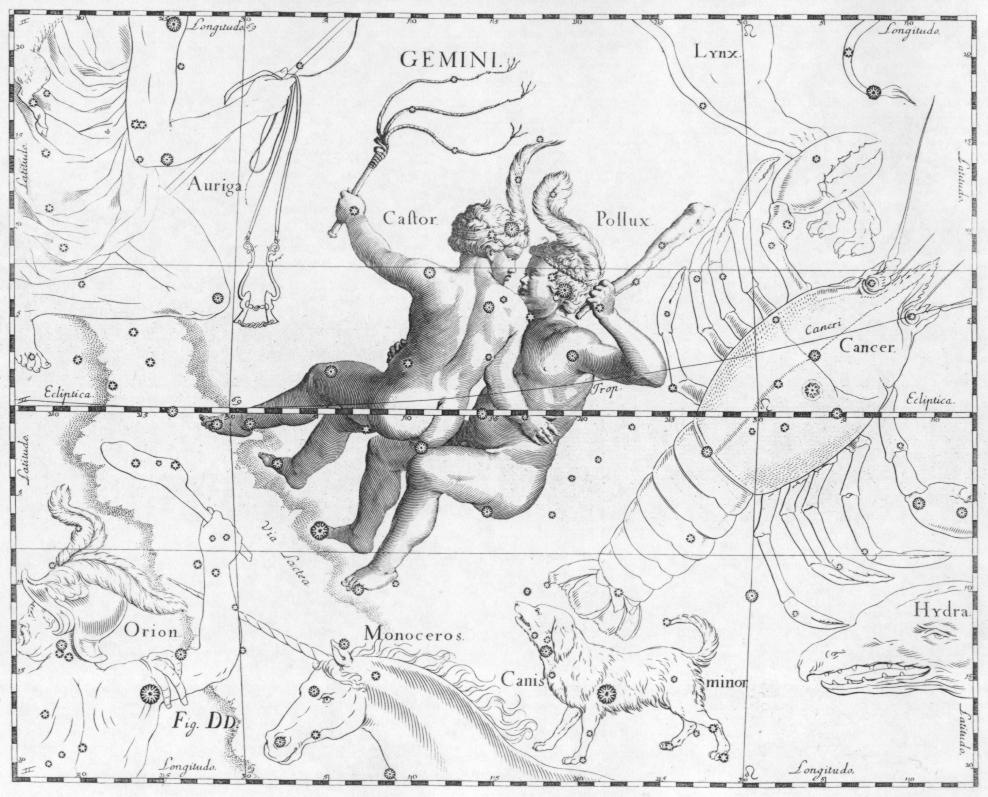
La figure des Gémeaux chez Hevelius, Uranographia, 1690.
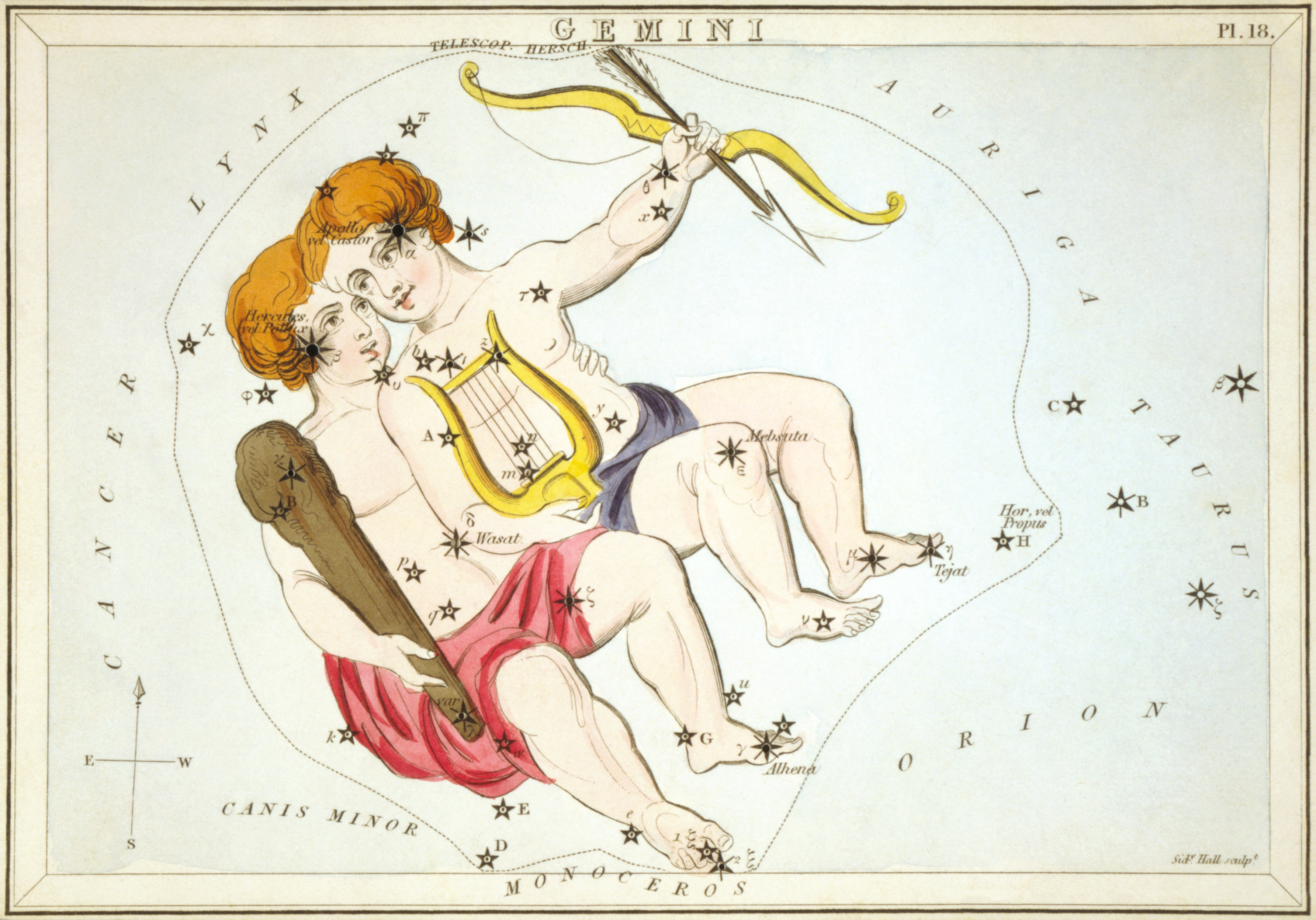
La figure des Gémeaux dans l'Urania's Mirror, 1824.
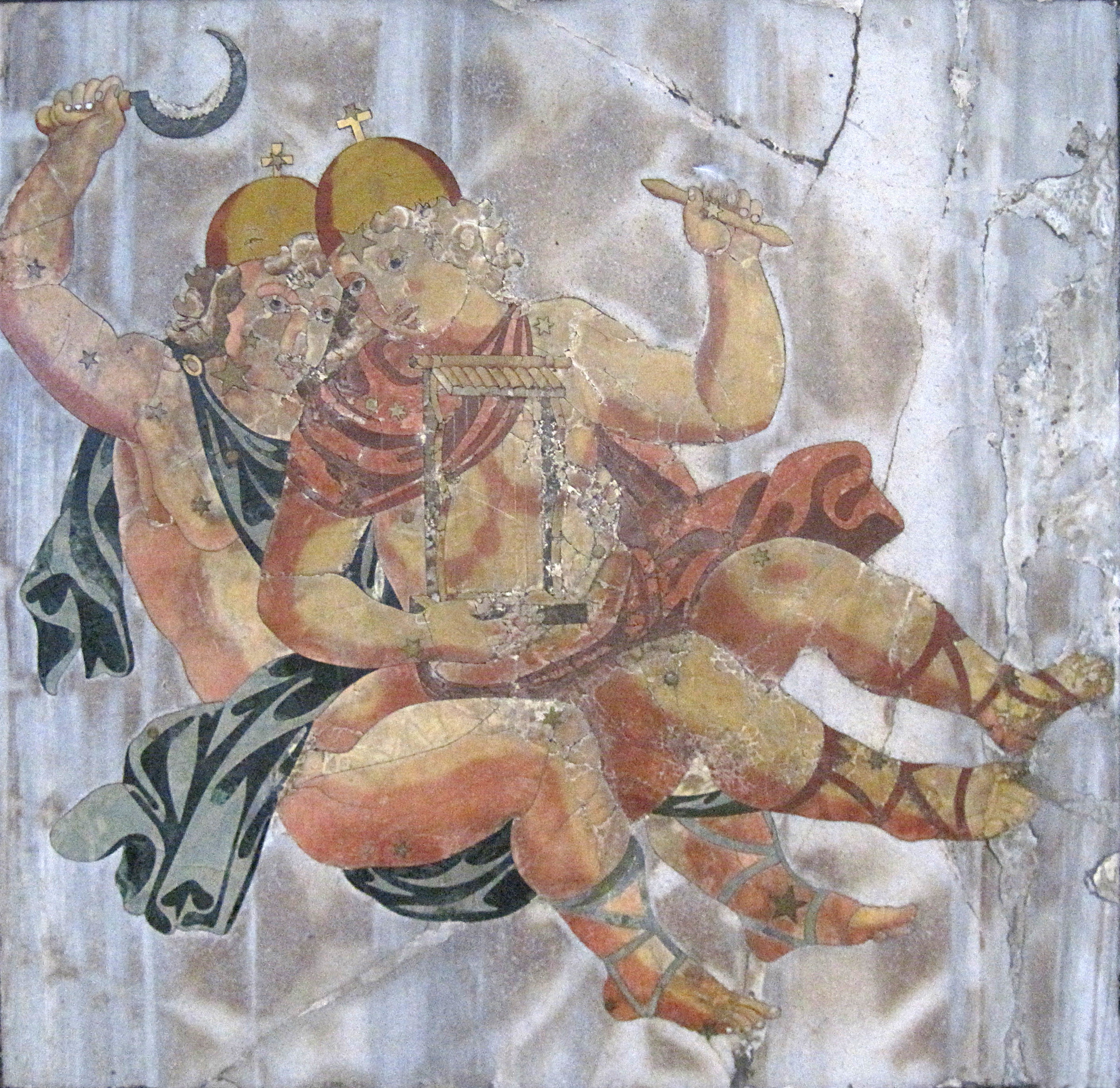
Signe zodiacal des Gémeaux ornant la méridienne de la Basilique Santa Maria degli Angeli e dei Martiri (Sainte-Marie-des-Anges-et-des-Martyrs) à Rome.